# Copa de Europa de la FIBA 1991-92
La Copa de Europa de la FIBA 1991-92, conocida hasta el año anterior como Recopa de Europa de Baloncesto fue la vigésimo sexta edición de esta competición organizada por la FIBA que reunía a los campeones de las ediciones de copa de los países europeos. Tomaron parte 39 equipos, veinte más que en la edición precedente, nueve de ellos procedentes como perdedores de la fase de la Liga Europea de la FIBA 1991-92. Se proclamó campeón el equipo español del Real Madrid, derrotando en la final al campeón del año anterior, el P.A.O.K. BC. La final se disputó en Nantes. La gran final se resolvió con una canasta a falta de 2 segundos de Rickey Brown, después de un robo de balón a Panagiotis Fasoulas.

## Primera ronda
| Equipo 1     | Agr.    | Equipo 2       | Ida    | Vuelta |
| ------------ | ------- | -------------- | ------ | ------ |
| Værløse      | 178–231 | NMKY Helsinki  | 93–107 | 85–124 |
| Slavia Sofia | 147–181 | Panionios      | 77–83  | 70–98  |
| KR           | 152–163 | Union SPI      | 87–89  | 65–74  |
| VEF Rīga     | 205–178 | Braunschweig   | 109–99 | 96–79  |
| Solna        | 147-154 | Pro-Specs EBBC | 72–68  | 75–86  |
| Honvéd       | 176–150 | Lech Poznań    | 84–69  | 92–81  |

## Segunda ronda
| Equipo 1           | Agr.    | Equipo 2           | Ida     | Vuelta |
| ------------------ | ------- | ------------------ | ------- | ------ |
| NMKY Helsinki      | 135–150 | Alba Berlin        | 71–69   | 64–81  |
| Sparta Praha       | 171–184 | Panionios          | 87–81   | 84–103 |
| Union SPI          | 136–180 | Hapoel Galil Elyon | 67–87   | 69–93  |
| VEF Rīga           | 156–166 | Smelt Olimpija     | 81–89   | 75–77  |
| Pro-Specs EBBC     | 169-190 | Real Madrid        | 94–94   | 75–96  |
| Honvéd             | 157–210 | Hapoel Holon       | 90–99   | 67–111 |
| Spartak Leningrad  | 186–153 | Porto              | 109–69  | 77–84  |
| APOEL              | 107–217 | PAOK               | 53–111  | 54–106 |
| Bestmate Akrides   | 134–151 | Sunair Oostende    | 68–63   | 66–88  |
| Etzella            | 140–242 | Limoges            | 68-123  | 72-119 |
| Tofaş              | 144-199 | Glaxo Verona       | 77–101  | 67–98  |
| Universitatea Cluj | 196-201 | Pau-Orthez         | 107-101 | 89–100 |

## Tercera ronda
- Invitación para participar en la Copa de Europa de la FIBA* a los equipos perdedores en los dieciseisavos de final de la Liga Europea de la FIBA 1991-92.

*Śląsk Wrocław, Maccabi Rishon LeZion, KTP Kotka, Scania Södertälje, Vevey, Pezoporikos Larnaca, Fenerbahçe, Benfica y Szolnoki Olajbányász.
| Equipo 1           | Agr.      | Equipo 2              | Ida    | Vuelta |
| ------------------ | --------- | --------------------- | ------ | ------ |
| Śląsk Wrocław      | 178 - 186 | Maccabi Rishon LeZion | 92–85  | 86–101 |
| KTP                | 160–208   | Limoges               | 86–110 | 74–98  |
| Scania Södertälje  | 152-183   | Glaxo Verona          | 81–88  | 71–95  |
| Smelt Olimpija     | 201–174   | Vevey                 | 114–86 | 87–88  |
| Spartak Leningrad  | 167–174   | Sunair Oostende       | 75–86  | 92–88  |
| Panionios          | 222–180   | Pezoporikos Larnaca   | 118–95 | 104–85 |
| Alba Berlin        | 181–161   | Fenerbahçe            | 99–83  | 82–78  |
| Hapoel Galil Elyon | 190–170   | Hapoel Holon          | 100–89 | 90–81  |
| Benfica            | 175-153   | Szolnoki Olajbányász  | 100–69 | 75–84  |

Clasificados automáticamente para cuartos de final
- PAOK (defensor del título)
- Real Madrid
- Pau-Orthez

## Cuartos de final
Los cuartos de final se jugaron con un sistema de todos contra todos, divididos en dos grupos.
|  | Clasificados para semifinales |

|    | Equipo                | PJ | Pts | G | P | PF  | PC  | Dif. |
| -- | --------------------- | -- | --- | - | - | --- | --- | ---- |
| 1. | PAOK                  | 10 | 19  | 9 | 1 | 829 | 762 | +67  |
| 2. | Glaxo Verona          | 10 | 18  | 8 | 2 | 862 | 818 | +44  |
| 3. | Limoges               | 10 | 14  | 4 | 6 | 855 | 841 | +14  |
| 4. | Sunair Oostende       | 10 | 14  | 4 | 6 | 935 | 903 | +32  |
| 5. | Maccabi Rishon LeZion | 10 | 13  | 3 | 7 | 891 | 959 | -68  |
| 6. | Alba Berlin           | 10 | 12  | 2 | 8 | 758 | 847 | -89  |

|    | Equipo             | PJ | Pts | G | P | PF  | PC  | Dif. |
| -- | ------------------ | -- | --- | - | - | --- | --- | ---- |
| 1. | Real Madrid        | 10 | 19  | 9 | 1 | 917 | 832 | +85  |
| 2. | Smelt Olimpija     | 10 | 17  | 7 | 3 | 878 | 829 | +49  |
| 3. | Pau-Orthez         | 10 | 16  | 6 | 4 | 899 | 889 | +10  |
| 4. | Panionios          | 10 | 13  | 3 | 7 | 832 | 847 | -15  |
| 5. | Benfica            | 10 | 13  | 3 | 7 | 787 | 851 | -64  |
| 6. | Hapoel Galil Elyon | 10 | 12  | 2 | 8 | 877 | 942 | -65  |

## Semifinales
Los equipos mejor clasificados en la fase de grupos disputaron los partidos 2 y 3 en casa.
| Equipo 1       | Agr. | Equipo 2    | Ida   | Vuelta | 3er partido |
| -------------- | ---- | ----------- | ----- | ------ | ----------- |
| Smelt Olimpija | 1–2  | PAOK        | 81–68 | 61–79  | 86-104      |
| Glaxo Verona   | 0–2  | Real Madrid | 71–79 | 72–74  |             |

## Final
17 de marzo, Palais des Sports de Beaulieu, Nantes
| Equipo 1    | Resultado | Equipo 2 |
| ----------- | --------- | -------- |
| Real Madrid | 65–63     | PAOK     |

| 17 de marzo de 1992 | Real Madrid                                                | 65–63        | PAOK                                                                         | |  |
|                     | Marcador por tiempos: 43-28, 22–35                         |              |                                                                              | |  |
|                     | Estadísticas Mark Simpson 24 Ricky Brown 18 Mark Simpson 7 | Pts Reb Asts | Estadísticas Branislav Prelević 29 Panagiōtīs Fasoulas 11 Nikos Boudouris, 5 | Pabellón: Palais des Sports de Beaulieu, Nantes Asistencia: 5.400 espectadores Árbitros: Zoran Grbac, (CRO), Philippe Mailhabiau (FRA) |  |

| Campeón de la Copa de Europa de la FIBA 1991–92 |
| ----------------------------------------------- |
| Real Madrid 3.er título                         |